# BBC Radio Bristol

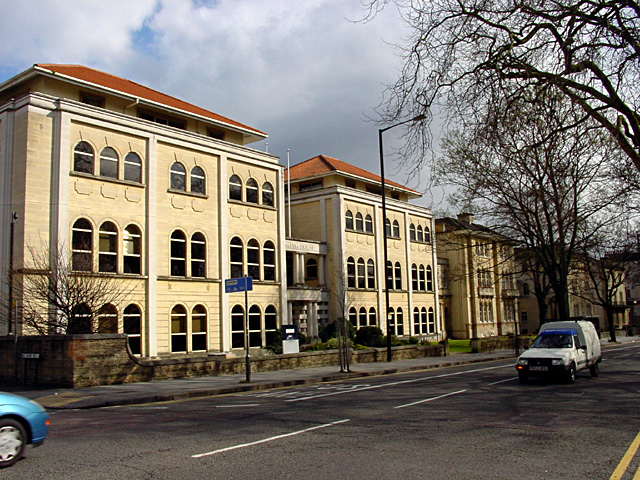
La Broadcasting House de Bristol, sur Whiteladies Road, où se trouvent les studios de BBC Radio Bristol.

BBC Radio Bristol est une station de radio locale de la BBC qui dessert les villes de Bristol et Bath ainsi que les autorités unitaires de Bath et du North East Somerset, du North Somerset et du South Gloucestershire.
Elle est diffusée en FM, DAB, télévision numérique et via BBC Sounds depuis les studios de Broadcasting House à Bristol.
Selon la  Radio Joint Audience Research Limited, la station a une audience hebdomadaire de 80 000 auditeurs et une part de marché de 1,9 % en juin 2023.

## Présentation
BBC Radio Bristol diffuse sur les fréquences FM 94,9 MHz (Dundry), 104,6 MHz (Bath), 103,6 MHz (Weston-super-Mare) et sur DAB.
L'émetteur Mendip, près de Wells, diffusait BBC Radio Bristol sur 95,5 MHz sur une très large zone mais, à partir du 3 décembre 2007, cet émetteur a été transféré au nouveau service BBC Somerset . Depuis que la BBC a relancé BBC Somerset sur la bande FM, BBC Radio Bristol a été libre de se concentrer sa couverture sur Bristol, Bath et le reste de l'ancien Comté d'Avon.
Le 11 décembre 2014, la station a été lancée sur la plateforme  Freeview 719, sur le multiplex PSB 1 depuis l'émetteur Mendip et ses relais TV. La station est également diffusée en ligne via BBC Sounds.
L'émetteur AM de Mangotsfield sur 1548 kHz a été fermé en février 2016.
La programmation locale est produite et diffusée chaque jour depuis les studios de la BBC à Bristol de 6h00 à 22h00.
Le late show en semaine, diffusée de 22 heures à 1 heure du matin, provient de la station sœur BBC Radio Gloucestershire et est diffusée dans la région BBC West . Le week-end, le late show provient de BBC Radio Cornwall à Truro le samedi et de BBC Radio Devon à Plymouth le dimanche. BBC Introducing in the West est présenté depuis les studios Swindon de BBC Radio Wiltshire.
Pendant les temps d'arrêt de la station, BBC Radio Bristol diffuse pendant la nuit des programmes de BBC Radio 5 Live et BBC Radio London.

## Présentateurs

### Présentateurs actuels notables
- Geoff vingtman

### Anciens présentateurs notables
Kate Adie et Michael Buerk ont produit et présenté des programmes pour BBC Radio Bristol dans le cadre de l'équipe de lancement de la station dans les années 1970. La voix de Buerk fut la toute première à être entendue à la station.
Kenny Everett était présentateur au début des années 1970. Il pré-enregistrait ses émissions depuis sa ferme du Sussex.
Le comédien Chris Morris a travaillé pour la station à la fin des années 1980, présentant et produisant sa propre émission de week-end, No Known Cure . Il a été renvoyé de la station après avoir « parlé durant les journaux et fait des bruits idiots ».
L'un des présentateurs les plus anciens de la station était le journaliste local expérimenté Roger Bennett, qui a rejoint la chaîne au lancement en tant que journaliste, avant de présenter son programme phare de petit-déjeuner, Morning West, de 1974 à 2003. Il a continué à travailler en indépendant à Radio Bristol jusqu'à sa mort en juillet 2005.
Parmi les autres anciens présentateurs figurent Susan Osman, qui a également co-présenté Points West pendant 14 ans, et John Turner, qui a travaillé sur la station entre 1978 et 2007.
Jenni Murray, présentatrice de Woman's Hour sur BBC Radio 4, a commencé sa carrière à la BBC à Radio Bristol, ainsi que Susanna Reid, présentatrice de Good Morning Britain.
John Howard, qui a produit et co-écrit le programme comique de la station en 1979 That Was The West That Was, était un présentateur régulier de la station à la fin des années 1970 et est devenu l'un des principaux présentateurs de You and Yours sur BBC Radio 4. .
Le médecin et comédien Dr Phil Hammond a présenté une émission du samedi matin intitulée Saturday Surgery pendant 12 ans, mais a été retirée des ondes en août 2018 après avoir annoncé son intention de se présenter au Parlement.

## Controverse
En novembre 2008, la présentatrice de BBC Radio Bristol, Sam Mason, a été licenciée à la suite d'un incident au cours duquel elle aurait tenu des propos racistes lors d'une conversation téléphonique hors antenne au cours d'une émission d'après-midi en semaine. Alors qu'elle téléphonait à une entreprise de taxi pour envoyer sa fille de 14 ans de Mason's Clifton chez ses grands-parents, elle aurait demandé à l'entreprise de ne pas envoyer de chauffeur asiatique.